# Верхняя аллея
Ве́рхняя алле́я — улица в Тимирязевском районе Северного административного округа города Москвы.

## Расположение
Верхняя аллея расположена между Дмитровским шоссе и Тимирязевской улицей. После перекрёстка с Тимирязевской улицей переходит в Пасечную улицу.

## Происхождение названия
Статус улицы и название аллея получила в 1927 году. Первоначально носила название улица Верхняя Дорога, а в 1990 году была переименована в Верхнюю аллею. Название связано с Верхним Фермерским прудом, рядом с которым эта улица проходит.

## Транспорт
Улица имеет по одной полосе для движения в каждом направлении. Общественный транспорт по улице не проходит. Рядом с перекрёстком с Тимирязевской улицей расположены остановки трамваев 27, 29 и автобусов 72, 427, 801. Около перекрёстка Верхней аллеи с Дмитровским шоссе расположена станция метро «Петровско-Разумовская» Серпуховско-Тимирязевской и Люблинско-Дмитровской линий, платформа Петровско-Разумовская Ленинградского направления Октябрьской железной дороги, входящая в состав МЦД-3, а также остановка автобусов н10, м40, м40к, т78, 82, 447, 466.